# Albiès
Albiès település Franciaországban, Ariège megyében. Lakosainak száma 122 fő (2022. január 1.). Albiès Aston, Les Cabannes, Lassur, Pech, Vèbre, Verdun és Caychax-et-Senconac községekkel határos.

## Népesség
A település népességének változása:
| Lakosok száma | 146  | 144  | 141  | 139  | 132  | 128  | 123  | 121  | 120  | 122  |
|               | 1968 | 1982 | 1990 | 2006 | 2013 | 2015 | 2017 | 2019 | 2020 | 2022 |